# Curtiss P-36 Hawk
El Curtiss P-36 Hawk, también conocido como Curtiss Model 75 Hawk, fue un avión de caza fabricado en Estados Unidos en los años 1930 por la Curtiss Aeroplane and Motor Company. Contemporáneo del Hawker Hurricane y del Messerschmitt Bf 109, el P-36 fue uno de los primeros de una nueva generación de aviones de combate de diseño monoplano, haciendo uso extensivo de metal en su construcción, y propulsados por un potente motor de explosión. Ya obsoleto al comenzar la Segunda Guerra Mundial y más conocido por ser el predecesor del Curtiss P-40, con las Fuerzas Aéreas del Ejército de los Estados Unidos el P-36 solamente entró en combate de forma limitada. En cambio, fue ampliamente utilizado por el Ejército del Aire Francés y también por la Commonwealth británica (donde era conocido como Mohawk) y unidades aéreas chinas. Varias docenas de ellos también lucharon con la Fuerza Aérea Finlandesa contra la Fuerza Aérea Soviética. Con cerca de 1000 aparatos construidos, el P-36 fue el mayor éxito comercial de la compañía Curtiss. Los prototipos YP-37 y XP-42 estaban basados en el P-36.

## Diseño y desarrollo

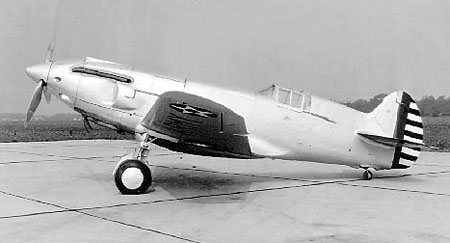
Curtiss YP-37.

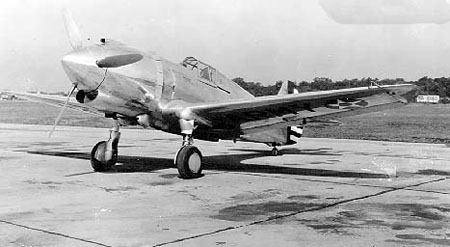
Curtiss XP-42.

El Curtiss Model 75 nació a partir de una iniciativa privada de la compañía, fue diseñado por Don R. Berlin, anterior ingeniero de la Northrop Aircraft Company. El primer prototipo, construido en 1934, presentaba una construcción enteramente metálica con superficies de control recubiertas de tela, un motor radial Wright XR-1670-5 que desarrollaba 900 hp, y el típico armamento del Cuerpo Aéreo del Ejército de los Estados Unidos de una ametralladora de 7,62 mm y una de 12,7 mm disparando a través del arco de la hélice. También típico de la época era la total ausencia de blindaje en la cabina o depósitos autosellantes. El distintivo tren de aterrizaje, que rotaba 90 grados para plegar las ruedas principales en la delgada parte del borde de fuga, descansando encima de los extremos inferiores de los soportes del tren principal cuando estaba retraído, realmente era un diseño patentado por Boeing por el que Curtiss tuvo que pagar derechos.
El prototipo voló por primera vez el 6 de mayo de 1935, alcanzando los 452 km/h a 3000 m durante los primeros vuelos de pruebas. El 27 de mayo del mismo año, el prototipo fue volado a la Wright-Patterson AFB (Ohio), para competir en la eliminatoria del USAAC por un nuevo caza monoplaza, pero el concurso fue retrasado debido a que el contendiente de Seversky se estrelló de camino hacia allí. Curtiss aprovechó el retraso para reemplazar el poco fiable motor por un Wright XR-1820-39 Cyclone de 950 hp y para refabricar el fuselaje, añadiendo las distintivas ventanillas de concha traseras que mejoraban la visibilidad. El nuevo prototipo fue designado Model 75B, con la versión del R-1670 designada retroactivamente como Model 75D. La eliminatoria se realizó finalmente en abril de 1936. Desafortunadamente, el nuevo motor no fue capaz de desarrollar la potencia requerida y el avión solo pudo alcanzar los 459 km/h.
Aunque el contendiente Seversky P-35 también demostró un bajo rendimiento y era más caro, fue declarado ganador y se le concedió un contrato por 77 aviones. Sin embargo, el 16 de junio de 1936, Curtiss recibió una orden del USAAC por tres prototipos designados Y1P-36. EL USAAC estaba preocupado por el desorden político en Europa, y por la habilidad de Seversky de entregar los P-35 en las fechas previstas, y por tanto quería un caza de reserva. El Y1P-36 (Model 75E) estaba propulsado por un motor Pratt & Whitney R-1830-13 Twin Wasp de 900 hp, y la cabina de concha trasera fue agrandada. El nuevo avión se desempeñó tan bien que ganó la competición del USAAC de 1937 consiguiendo una orden por 210 cazas P-36A.
La extremadamente baja carga alar de solo 23,9 lb/ft² le daba unas prestaciones de giro extraordinarias, y su alta relación potencia-peso de 0,186 hp/lb le daba unas prestaciones de ascenso soberbias para la época. La carencia de un sobrealimentador de motor fue una seria desventaja a gran altura. Comparado con el posterior P-40 de motor Allison, el P-36 compartía los rasgos del P-40 de excelente manejo a gran velocidad, relación de giro que mejoraba a gran velocidad, y control relativamente ligero a gran velocidad. Sin embargo, estaba falto de potencia, afectando a su aceleración y velocidad máxima, y no aceleraba en un picado como el P-40.

### Curtiss YP-37
A principios de 1937, el USAAC ordenó adaptar un P-36 al nuevo motor Allison V-1710 refrigerado por líquido y turbo-sobrealimentado con 1150 hp. Designado XP-37 (Model 75I), el avión usaba el fuselaje original del Model 75 con radiadores montados a los lados del fuselaje, alrededor del motor. La cabina se movió bastante atrás para hacer espacio para los radiadores y el voluminoso sistema del sobrealimentador, y para equilibrar el avión. El avión voló en abril de 1937, alcanzando los 550 km/h a 6100 m. Aunque el turbo-sobrealimentador era extremadamente poco fiable y la visibilidad desde la cabina en el despegue y el aterrizaje era virtualmente inexistente, el USAAC estaba lo suficientemente interesado en las prometidas prestaciones como para ordenar 13 YP-37 de pruebas de servicio. Llevando una aerodinámica mejorada y un más fiable turbo-sobrealimentador, el avión voló por primera vez en junio de 1939. Sin embargo, la planta motriz seguía siendo poco fiable y el proyecto fue cancelado en favor de otro diseño de Curtiss, el P-40.

### Curtiss XP-42
En un intento de mejorar la aerodinámica de los aviones de pistón refrigerados por aire, el cuarto P-36A de producción (serial 38-004), designado XP-42 (Model 75S), fue equipado con una larga capota aerodinámica parecida a las de los motores refrigerados por líquido. Se probaron doce diseños diferentes con poco éxito; aunque el avión era más rápido que un P-36A estándar, los problemas de refrigeración del motor nunca se resolvieron. Como el nuevo P-40 era más rápido, el proyecto fue cancelado. Más tarde en su tiempo de servicio, el único XP-42 fue equipado con un stabilator y usado para estudiar esa configuración de control.

## Historia operacional

### Argentina

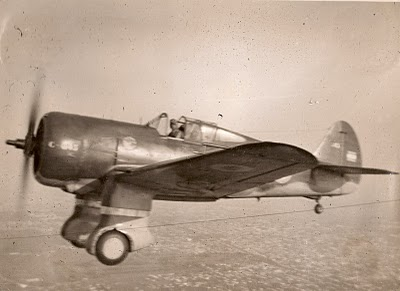
Curtiss Hawk 75O de la FMA.

Argentina compró una cantidad del simplificado Hawk 75O de tren de aterrizaje fijo (destinado a realizar operaciones en campos poco preparados y fácil de mantener), y adquirió una licencia de fabricación para el modelo; Curtiss fabricó y entregó 30, y 20 fueron producidos localmente en la Fábrica Militar de Aviones de Córdoba. Estos aviones usaban el mismo motor Wright R-1820-G5 Cyclone que los Martin 139WAA y Northrop 8A-2 usados por la Aviación del Ejército Argentino de la época. Armado normalmente con una ametralladora Madsen de 11,35 mm y tres ametralladoras ligeras Madsen de 7,65 mm, tenía una provisión de hasta 10 bombas de 14 kg en soportes subalares. Los últimos Hawk argentinos permanecieron en servicio hasta noviembre de 1954.

### Brasil
En marzo de 1942, 10 P-36A del USAAC fueron transferidos a Brasil.

### China
El prototipo del Hawk 75H (una versión simplificada con tren de aterrizaje fijo, como el 75O) fue finalmente vendido al Gobierno Nacionalista Chino, que se lo regaló a Claire Chennault para su uso personal. China también recibió dos demostradores similares, el Hawk 75Q. También usaron una cantidad de simplificados Hawk 75M contra los japoneses. El Hawk 75A-5 fue construido bajo licencia en China, pero la producción fue trasladada más tarde a la India, y estos aviones fueron absorbidos por la RAF como Mohawk IV.

### Estados Unidos
Los primeros P-36A de producción fueron entregados al 20th Pursuit Group en Barksdale Field en Luisiana en abril de 1938. El historial de servicio del avión estuvo plagado de numerosos problemas de inmadurez con el escape del motor, el pandeo del recubrimiento por encima del tren de aterrizaje, y puntos débiles en el fuselaje, restringiendo severamente la envolvente de vuelo. Para cuando estos problemas fueron resueltos, el P-36 estaba considerado obsoleto y fue relegado a unidades de entrenamiento y destacamentos en ultramar en Albrook Field en la Zona del Canal de Panamá, Elmendorf Field en Alaska, y Wheeler Field en Hawái.
Los P-36 habían sido entregados en Hawái en febrero de 1941, siendo cargados en el portaaviones USS Enterprise en California, y luego por primera vez para el USAAC, habían despegado desde la cubierta del portaaviones por pilotos de P-36 del Cuerpo Aéreo del Ejército estadounidense cuando el Enterprise se acercó a la costa de Hawái. Esto ahorró un tiempo considerable sobre el tradicional método de transporte de tener que desensamblar primero los cazas, meterlos en cajones y luego cargarlos con una grúa en un carguero, más tarde descargarlos y reensamblarlos en Hawái.
El único combate de los P-36 operados por los Estados Unidos tuvo lugar durante el ataque a Pearl Harbor. Cinco de los 39 P-36A Hawk en Pearl Harbor, entregados previamente por el Enterprise, fueron capaces de despegar durante el ataque y fueron acreditados con el derribo de dos Mitsubishi A6M2 Zero contra la pérdida de un P-36, estando entre las primeras victorias aéreas estadounidenses de la Segunda Guerra Mundial.

### Finlandia

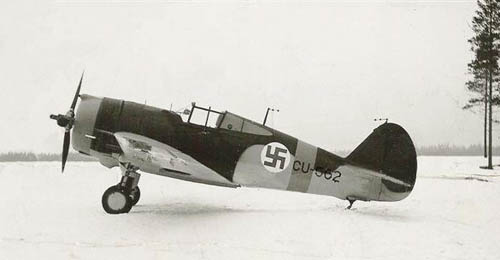
Curtiss Hawk 75A-3 en el servicio finlandés.

Tras la caída de Francia, Alemania estuvo de acuerdo en vender a Finlandia cazas Curtiss Hawk capturados, en octubre de 1940. En total, 44 aviones capturados de cinco subtipos fueron vendidos a Finlandia con tres entregas desde el 23 de junio de 1941 hasta el 5 de enero de 1944. No todos eran de las existencias francesas, 13 fueron inicialmente vendidos a Noruega y capturados cuando los alemanes conquistaron el país. A los aviones se les dieron los códigos de serie CU-501 a CU-507 (submodelo A-4 con Cyclone) y CU-551 a CU-587 (todos los otros submodelos con Twin Wasp).
En el servicio finlandés, el Hawk fue muy apreciado, apodado con afecto Sussu ("Querido"). La Fuerza Aérea Finlandesa disfrutó de éxito con el modelo, acreditado con 190 derribos y un tercio por 58 pilotos, entre el 16 de julio de 1941 y el 27 de julio de 1944, contra la pérdida de 15 de los suyos. El as finlandés Kyösti Karhila consiguió 12 derribos y un cuarto de sus 32 victorias y un cuarto en el Hawk, mientras que el máximo as K. Tervo consiguió 14 victorias y un cuarto.
Los Hawk finlandeses estaban armados inicialmente tanto con cuatro como con seis armas de 7,5 mm. Aunque fue suficiente durante la primera fase de la Guerra de Continuación, los crecientes velocidad y blindaje de los aviones soviéticos mostraron prontamente que este armamento no era lo suficientemente potente. Desde 1942, la Fábrica Estatal de Aviones reemplazó las ametralladoras del fuselaje con tanto una como dos ametralladoras Colt de 12,7 mm e instaló dos o cuatro ametralladoras Browning de 7,62 mm en cada ala. Las ametralladoras pesadas Berezin UB o LKk/42 de 12,7 mm también fueron usadas. La instalación de armamento más pesado no cambió las muy buenas características de vuelo del caza, pero el armamento fue mucho más efectivo contra los aviones soviéticos. Los Hawk finlandeses también fueron equipados con miras Revi 3D o C/12D.
Los aviones finlandeses supervivientes permanecieron en servicio con las unidades de aviación de la FAF HLeLv 13, HLeLv 11 y LeSK hasta el 30 de agosto de 1948, cuando los últimos Hawk finlandeses operativos fueron almacenados. En 1953, los aviones almacenados fueron desguazados.

### Francia

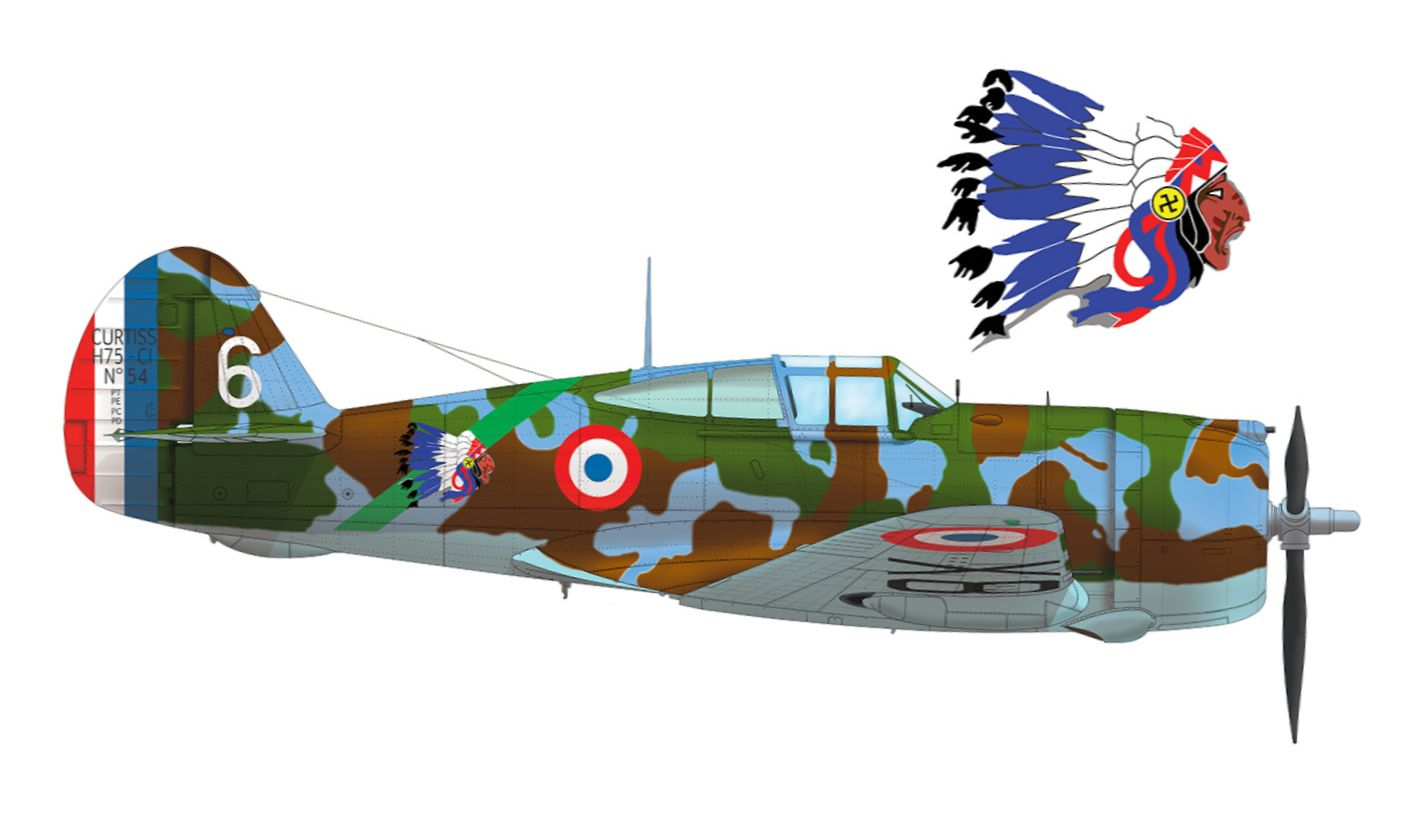
Curtiss H-75A-1 del tercer vuelo del Groupe de Chasse II/5, Fuerza Aérea Francesa, junio de 1940.

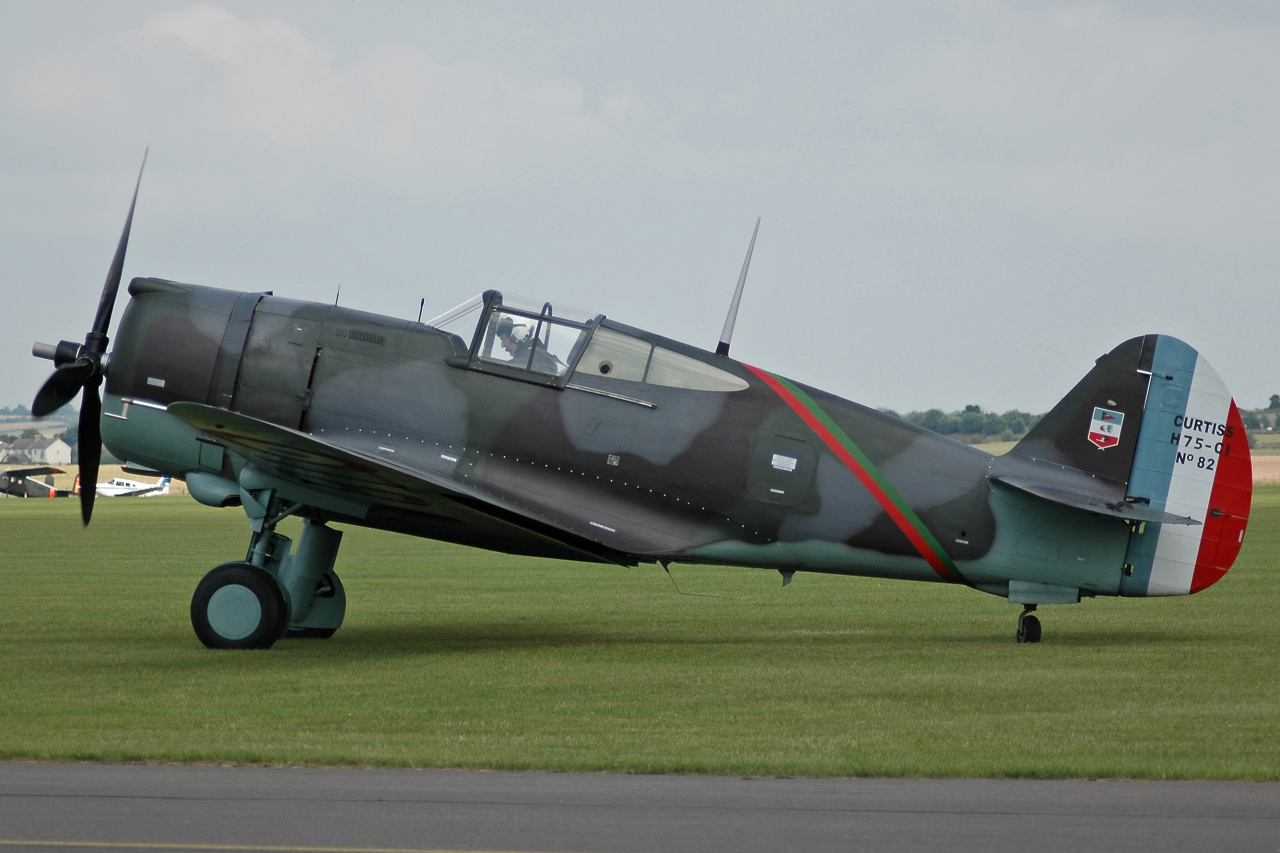
Curtiss H75C-1.

Incluso antes de que el P-36A entrase en producción, la Fuerza Aérea Francesa entabló conversaciones con Curtiss para la entrega de 300 aviones. El proceso de negociación acabó prolongándose mucho porque el coste de los cazas de Curtiss era el doble que el de los franceses Morane-Saulnier M.S.406 y Bloch MB.150, y su calendario de entregas fue considerado demasiado lento. Como el USAAC no estaba contento con el porcentaje de entregas domésticas y creía que los aviones de exportación retardarían las cosas todavía más, se opusieron activamente a la venta. Finalmente, intervino directamente el presidente de los Estados Unidos Franklin Roosevelt para dar una oportunidad al piloto de pruebas francés Michel Detroyat de volar el Y1P-36.
El entusiasmo de Detroyat, los problemas con el MB.150, y la presión del continuo rearme alemán forzaron finalmente a Francia a comprar 100 aviones y 173 motores. Los primeros Hawk 75A-1 (o H75A-1 n°1) llegaron a Francia en diciembre de 1938 y comenzaron a entrar en servicio en marzo de 1939. Pocos meses más tarde, estos aviones eran parte del "Groupe de Chasse II/5 La Fayette" (heredero de la Escuadrilla Lafayette que luchó en Francia durante la Primera Guerra Mundial) y llevaban la famosa Cabeza de Sioux en sus laterales del fuselaje. Después de los escasos primeros ejemplares, los aviones se entregaron en piezas y fueron ensamblados en Francia por la SNCAC. Designados oficialmente como Curtiss H75-C1 (el nombre "Hawk" no fue usado en Francia), el avión estaba propulsado por motores Pratt & Whitney R-1830-SC-G de 900 hp y tenían instrumentos calibrados para el sistema métrico, un asiento para los paracaídas dorsales franceses, un mando de gases de estilo francés que funcionaba al revés de los aviones estadounidenses y británicos (la potencia máxima estaba en la parte trasera en lugar de la delantera) y un armamento de cuatro ametralladoras FN-Browning de 7,5 mm (los modelos tardíos tenían seis, con dos disparando a través de la hélice y cuatro en las alas), apuntadas con miras Baille-Lemaire francesas. El avión pasó por varias modificaciones, siendo la más significativa la instalación del motor Wright R-1820 Cyclone. La variante H75-C1 tuvo escaso uso operativo debido a su tardía entrega y problemas de fiabilidad con el motor radial Wright. Se entregaron un total de 316 H75 a Francia antes de la ocupación alemana.
El 20 de septiembre, el sargento André-Armand Legrand, piloto de un H75A-1 n°1 del Groupe de Chasse II/5 La Fayette fue acreditado con la primera victoria aérea aliada de la Segunda Guerra Mundial en el frente occidental, al derribar un Messerschmitt Bf 109E de la 3/JG 53 de la Luftwaffe, sobre Überherrn. Durante 1939-1940, los pilotos de H75 franceses reclamaron 230 derribos aire-aire (de un total de 1009 derribos de la Fuerza Aérea Francesa durante el periodo 1939-40) y 81 victorias probables con los H75 contra la pérdida de solo 29 aviones en combate aéreo. Siendo solamente el 12,6% de la fuerza de cazas de la Fuerza Aérea Francesa, los H75 acumularon casi un tercio de los derribos aéreos de la Batalla de Francia de 1940. De los 11 ases franceses de la primera parte de la guerra, siete volaron H75. El principal as de la época fue el teniente Edmond Marin la Meslée con 15 victorias confirmadas y cinco probables con el modelo. Los escuadrones equipados con H75 fueron evacuados a la África del Norte Francesa antes del Armisticio para evitar ser capturados por los alemanes. Mientras estuvieron en unidades de la Armée de l'air de Vichy , estas unidades se enfrentaron con aviones británicos sobre Mers el-Kebir y Dakar. Durante la Operación Torch en el Norte de África, los H75 franceses lucharon contra F4F Wildcat de la Armada estadounidense, perdiendo 15 aviones, mientras que derribaron siete aviones estadounidenses. A partir de finales de 1942 en adelante, los Aliados comenzaron a reequipar a las unidades de H75, anteriormente controladas por Vichy, con P-40 y P-39.

### Indias Orientales Neerlandesas
En octubre de 1939, los Países Bajos ordenaron 24 Hawk 75A-7 para sus colonias Oost Indië o Indias Orientales Neerlandesas. Estos aviones estaban propulsados por el motor Cyclone de 1200 hp. El armamento de fábrica era una ametralladora de 12,7 mm y una de 7,62 mm en la capota, con dos ametralladoras de 7,62 mm en las alas. Tras la entrega, las ametralladoras de 12,7 mm fueron reemplazadas para estandarizar elementos y munición. El avión podía llevar seis bombas de 23 kg. Los cazas fueron embarcados en 1940 y casi devueltos a los Países Bajos cuando Alemania los invadió. Pero como la metrópoli se rindió, los aviones fueron a las colonias donde fueron usados extensivamente durante el ataque japonés. Por esa época, los aviones habían volado tantas horas que los motores mostraban un serio desgaste.
La mayoría de los Hawk holandeses fueron asignados al 1ste JachtVliegAfdeling - VliegtuigGroep IV (1ste JaVA - 1-VlG IV; "Primer Escuadrón de Caza - Grupo de Vuelo IV") de la ML-KNIL, aunque algunos volaron con el 1-VlG V. Estos aviones entraron en combate sobre Malaca, Sumatra y Java, bombardeando exitosamente la línea férrea e interceptando bombarderos, y participando en los extensos combates cerrados sobre Surabaya, donde aviones de las USAAF, RAF y ML combatieron juntos contra bombarderos y cazas japoneses.

### Mancomunidad de Naciones Británica

Mohawk IV de la RAF en la India en enero de 1943.

La Real Fuerza Aérea británica (RAF) también mostró interés por el avión. La comparación de un Hawk 75A-2 francés prestado con un Supermarine Spitfire Mk I reveló que el Hawk tenía varias ventajas sobre la temprana variante del icónico caza británico. Se encontró que el Hawk tenía controles más ligeros que el Spitfire a velocidades por encima de los 480 km/h, especialmente en ataques en picado, y era más fácil de maniobrar en un combate cerrado (gracias al elevador menos sensible) y tenía mejor visibilidad general. El Hawk también era más fácil de controlar en el despegue y el aterrizaje. No es sorprendente que las superiores aceleración y velocidad máxima del Spitfire le dieran la ventaja de ser capaz de trabar y dejar el combate a voluntad.
Aunque el Reino Unido decidió no comprar el avión, pronto estuvieron en posesión de 229 Hawk por medio de envíos desviados a la ocupada Francia y aviones volados por pilotos franceses escapados. El avión recibió las designaciones Mohawk I a IV, reflejando las francesas Hawk 75A-1 a A-4, y fueron equipados con ametralladoras Vickers K de 7,7 mm y mandos de gases convencionales (hacia delante para aumentar la potencia).
Aunque estaban considerados obsoletos, cierta cantidad entró de servicio con la RAF y la Real Fuerza Aérea India (RIAF) en la India y Birmania. En abril de 1941, el Gobierno Británico de la India ordenó 48 Mohawk IVz (Hawk 75A) de motor Cyclone para la RIAF, a ser construidos por Hindustan Aircraft. El primero de tales aviones completado voló en pruebas el 31 de julio de 1942. Sin embargo, solo se completaron cuatro aviones adicionales antes de que el proyecto se abandonara. La serie construida en India fue usada por unidades de la RAF/RIAF. De forma similar, la producción de licencia china del Hawk 75A-5 fue trasladada a la India, y estos aviones también fueron absorbidos en la RAF como Mohawk IV. Estos aviones fueron complementados por 10 Hawk 75A-9 capturados durante la invasión anglo-soviética de Irán en agosto de 1941, mientras que 74 Mohawk IV ex franceses fueron embarcados hacia la India desde el Reino Unido. Las únicas unidades de la RAF en entrar en combate con Mohawk fueron los No. 5 Squadron RAF y No. 155 Squadron RAF, usando el modelo principalmente como escolta de bombarderos y ataque a tierra. El modelo fue retirado por la RAF/RIAF en 1944.
La Fuerza Aérea Sudafricana recibió 72 Mohawk. Sus primeros Mohawk fueron entregados a África del Este a mitad de 1941, donde fueron usados por el 3 Squadron SAAF para apoyar operaciones en la Campaña de África Oriental, tomando parte en la Batalla de Gondar con la que acabó la campaña, y ayudando a patrullar la frontera con la Francia de Vichy en Yibuti. Estos Mohawk fueron más tarde enviados a Sudáfrica, donde, complementados por nuevas entregas, fueron usados para entrenamiento y defensa doméstica.

### Noruega
Noruega ordenó 24 Hawk 75A-6 propulsados por Twin Wasp, de los que 19 fueron entregados y siete ensamblados en el momento de la invasión alemana. Ningún avión estaba listo para el combate. Los aviones desmontados fueron inutilizados por un único empleado de aduanas que aplastó los instrumentos y cortó todos los cables que pudo. Trece Hawk noruegos capturados por los alemanes fueron parte del primer lote de 29 P-36 enviado a Finlandia. Noruega también ordenó 36 Hawk 75A-8 propulsados por Cyclone. La mayoría de este lote (un total de 30) fue entregada como entrenadores avanzados a Pequeña Noruega cerca de Toronto, Ontario, Canadá, una unidad noruega de entrenamiento establecida por el gobierno en el exilio basado en Londres. Aún más tarde, fueron revendidos a los Estados Unidos y redesigandos P-36G.

### Persia
Un total de 10 Hawk 75A-9 fueron entregados a Persia, pero fueron capturados por los británicos todavía en sus cajones de embarque. Más tarde fueron transferidos y usados por la RAF en la India como Mohawk IV.

### Perú
En 1943, los Estados Unidos enviaron 28 Hawk a Perú bajo los acuerdos de Préstamo y Arriendo. Eran P-36G ex noruegos que habían servido en Canadá.

### Portugal

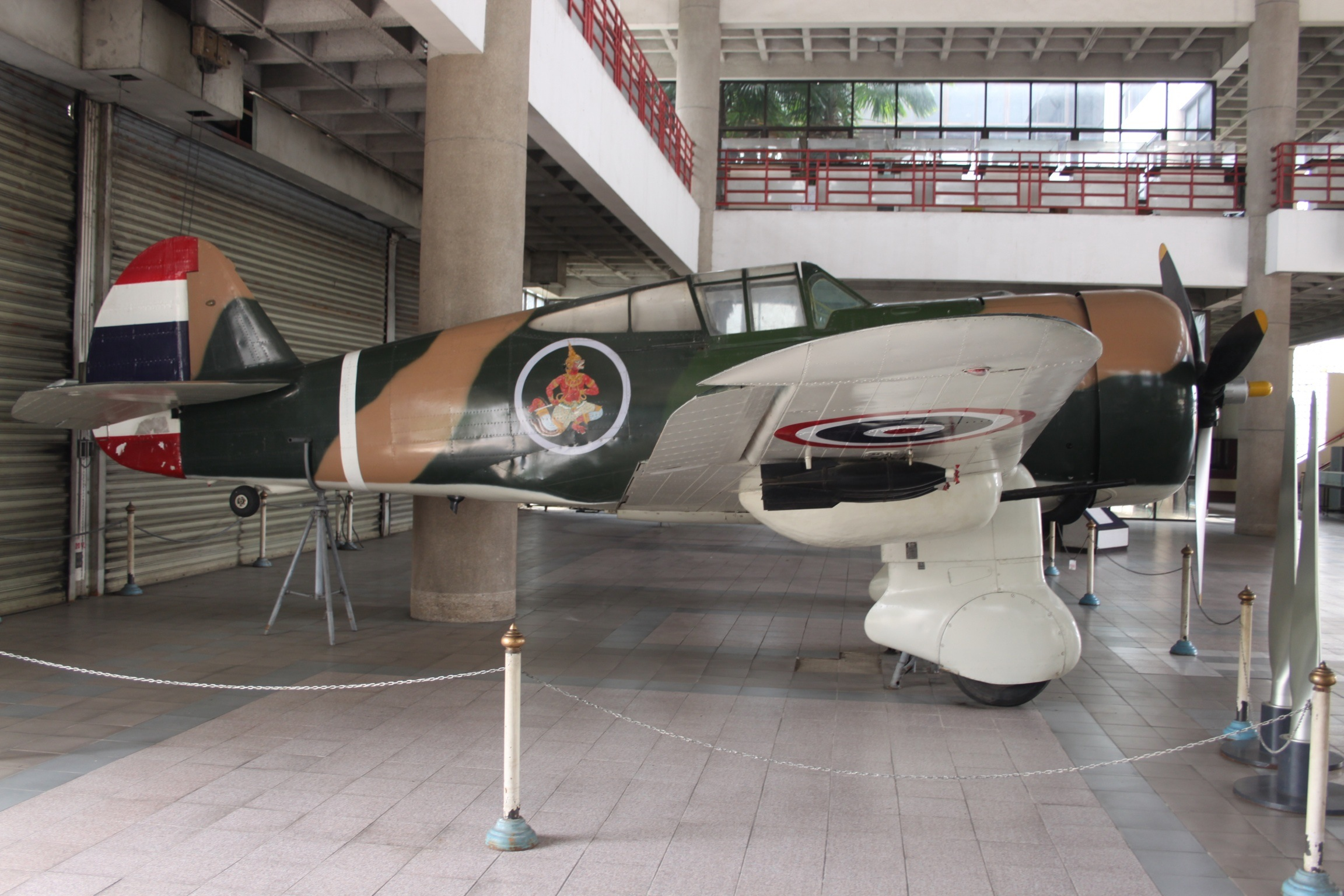
Curtiss H75-N.

Durante la Segunda Guerra Mundial, el gobierno portugués libró una dura batalla diplomática para obtener una compensación por el uso del archipiélago de las Azores para la instalación de bases británicas, que luego se extendió al uso de los aliados, particularmente a los estadounidenses. En este contexto, Portugal había solicitado el suministro de cazas, insistiendo en Spitfire. Sin embargo, los británicos consideraban al Spitfire indispensable para el esfuerzo bélico, por lo que estaban proponiendo otros aviones como alternativa. Con la falta de defensa aérea del territorio, debido a la reubicación de los escuadrones de Gloster Gladiator a las Azores, el gobierno portugués finalmente aceptaría una propuesta para el suministro alternativo de 15 Curtiss 75A-4 (Mohawk IV, según la nomenclatura de la RAF), del último lote producido para Francia y desviado al Reino Unido después de la Batalla de Francia.
El primer lote de 10 aviones llegó a Portugal el 10 de agosto de 1941, y el resto, el 10 de octubre de ese mismo año; sin embargo, durante su montaje se concluyó que seis habían sufrido daños graves durante el transporte por ferrocarril (especialmente corrosión), con solo dos considerados recuperables. Así, de los 15 Mohawk suministrados, solo 11 fueron aceptados por la Aeronáutica Militar (AM). Fueron registrados con el número 480 al 490 inclusive (estando los números 491 al 494 reservados para la hipótesis de recuperación o reemplazo de las aeronaves consideradas incapaces de operar) y equiparon el Escuadrón de Vuelo Base de la Fuerza Aérea n.º 2 (BA2), en Ota, establecida el 16 de diciembre de 1941.
La entrada al servicio del Curtiss Mohawk no fue pacífica. Primero, la falta de preparación de los pilotos (los más capaces se desplegaron en las Azores con el Gladiator), no acostumbrados a volar en aviones de tren retráctiles, provocó algunos aterrizajes con el tren replegado. Se agregaron averías frecuentes, que afectaron la preparación del vuelo. Tras unos meses de funcionamiento, se pudo concluir que los Curtiss Mohawk no eran "cazas excelentes y modernos", como habían afirmado los ingleses en las conversaciones gubernamentales. La afirmación era, por supuesto, falsa, ya que la RAF nunca los utilizó en Europa. Los envió a Sudáfrica y Extremo Oriente, donde prestaron muy buenos servicios hasta 1944, en un entorno bélico diferente al europeo.
En abril de 1942, un grupo de seis Curtiss Mohawk IV participó en un espectáculo aéreo para celebrar la reelección del presidente de la República, general Oscar Carmona. Durante la ceremonia, uno de los aviones se estrelló, provocando la muerte del piloto y la destrucción de la aeronave. En consecuencia, a los Mohawk se les prohibió volar y se enviaron a los Talleres Generales de Material Aeronáutico (OGMA) para la inspección y reparación de lo necesario, así como para la introducción de modificaciones en los motores. La reparación llevó mucho tiempo, y los diez Mohawk solo entraron en funcionamiento a partir de marzo de 1943, volviendo al Escuadrón de Cazas BA2.
Posteriormente, en 1944, las aeronaves serían trasladadas de la Base Aérea n.º 3 en Tancos, al Aeródromo Rabo de Peixe, en S. Miguel, donde constituirían el Escuadrón Expedicionario de Cazas n.º 3, en sustitución del Escuadrón Expedicionario n.º 1, que regresó al continente con sus viejos Gloster Gladiator.
No hubo referencias de su regreso al continente, lo que deja abierta la posibilidad de haber sido sacrificados para el servicio en las Azores en 1946.

### Tailandia
Unos pocos Hawk 75N fueron usados por Tailandia durante la Guerra franco-tailandesa. También combatieron en la Batalla de Prachuab Khirikhan contra fuerzas japonesas durante la Invasión japonesa de Tailandia. El 28 de enero de 1941, la Real Fuerza Aérea Tailandesa (RTAF) envió nueve Mitsubishi Ki-30 Nagoya, escoltados por tres Hawk 75, para bombardear Pailin y Sisophon en la Indochina francesa. Tailandia fue quizá el único país en operar aviones tanto japoneses como estadounidenses justo antes de la Segunda Guerra Mundial.

## Variantes

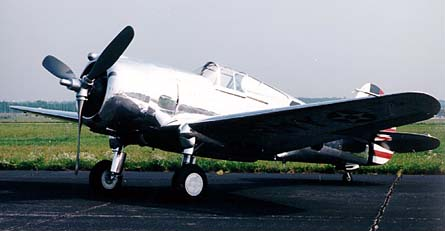
Curtiss P-36 Hawk.

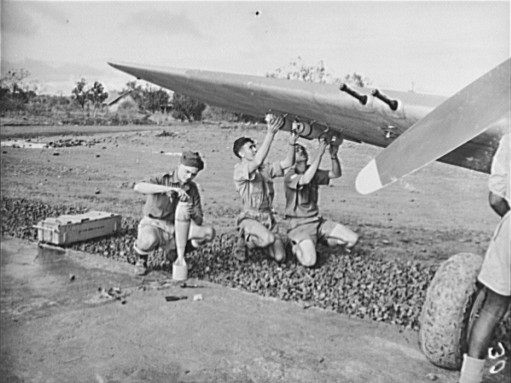
Mohawk IV de la Real Fuerza Aérea en la India cargando bombas y reponiendo munición antes de salir al combate, enero de 1943.

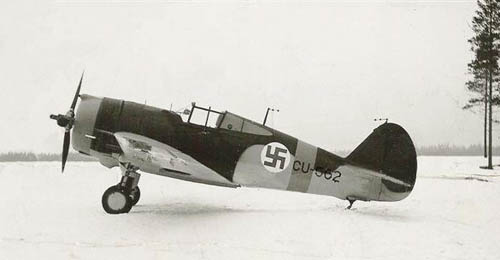
Curtiss Hawk 75A-3 de la Fuerza Aérea Finlandesa, febrero de 1943.

Mohawk IV de la Real Fuerza Aérea en la India, enero de 1943.

Model 75A
Avión de demostración propiedad de la compañía, que voló con varias configuraciones de motor.
Model 75B
Prototipo con motor Wright R-1820.
Model 75D
Primer prototipo con motor Wright Whirlwind R-1670.
Model 75H
Designación interna de la compañía de una versión simplificada para exportación con tren de aterrizaje fijo, este modelo fue fabricado en dos series ligeramente distintas, la primera para China, y la segunda para Argentina.
Model 75J
Un avión 75A equipado temporalmente con un sobrealimentador externo.
Model 75K
Versión que no fue fabricada, iba a ser propulsada por un motor Pratt & Whitney R-2180-A Twin Hornet.
Model 75P
Un P-36A de producción (serial 38-010) equipado con un motor refrigerado por líquido Allison V-1710, prototipo para el desarrollo del Curtiss P-40.
Modelo 75R
Un 75A de la compañía equipado temporalmente con un motor R-1830-SC2-G con sobrealimentador, alcanzó los 530 km/h, pero resultó complejo y poco fiable.
Y1P-36 (Model 75E)
Prototipo para el USAAC, con motor Pratt & Whitney R-1830.
P-36A (Model 75L)
Versión para el USAAC.
P-36A-3
P-36A provisto de cuatro ametralladoras de 7,62 mm (.30) en las alas complementando el armamento del fuselaje.
P-36B
P-36A de producción equipado con motor R-1830-25 de 820 kW (1100 hp), alcanzó 504 km/h, volvió a la configuración P-36A original.
P-36C
Versión con una ametralladora de 7,62 mm (.30) instalada en cada ala y cajas externas de munición bajo las alas, motor R-1830-17 de 895 kW (1200 hp), los últimos 30 aviones producidos fueron completados como P-36C.
XP-36D
P-36A de producción modificado con dos ametralladoras de 12,7 mm (.50) en el morro y cuatro de 7,62 mm (.30) en las alas.
XP-36E
P-36A de producción armado con cuatro ametralladoras de 7,62 mm (.30) en las alas y manteniendo el armamento estándar del fuselaje.
XP-36F
P-36A de producción equipado con dos cañones Madsen de 23 mm (.90) bajo las alas, revertido a P-36A debido a que el armamento imponía una inaceptable penalización en el rendimiento con un velocidad máxima de solo 427 km/h.
P-36G
Hawk 75A-8 usados por Noruega para entrenamiento en Canadá, posteriormente fueron para Perú, motor Wright R-1820-G205A de 895 kW (1200 hp).
Hawk 75A-1
Primer lote producido para Francia, 100 ejemplares fabricados, con motor R-1830-SC-G de 671 kW (900 hp) y cuatro ametralladoras de 7,5 mm.
Hawk 75A-2
Segundo lote producido para Francia, 100 ejemplares fabricados, con el mismo motor R-1830-SC-G o con el R-1830-SC3-G de 783 kW (1050 hp), y 6 ametralladoras de 7,5 mm.
Hawk 75A-3
Tercer lote producido para Francia, 135 ejemplares fabricados, similar al Hawk 75A-2.
Hawk 75A-4
Último lote producido para Francia, eran Hawk 75A-2 con motor Wright R-1820-G205A Cyclone de 895 kW (1200 hp), fueron fabricados 285 ejemplares, 81 de ellos entregados a Francia y los demás fueron para Gran Bretaña con la designación Mohawk IV.
Hawk 75A-5
Fabricados bajo licencia en China (posteriormente la producción fue trasladada a India), destinados a la Real fuerza Aérea como Mohawk IV.
Hawk 75A-6
Versión para Noruega, los aviones capturados fueron enviados a Finlandia.
Hawk 75A-7
Versión para las Indias Orientales Neerlandesas con motor Cyclone de 895 kW (1200 hp) y cuatro ametralladoras de 7,7 mm (dos en el morro y una en cada ala) y dos bombas de 45 kg (100 lb).
Hawk 75A-8
Versión de exportación para Noruega, posteriormente redesignados P-36G.
Hawk 75A-9
10 aviones entregados a Persia, capturados y usados por la RAF en la India como Mohawk IV.
Hawk 75M
Versión simplificada con tren de aterrizaje fijo y motor Wright R-1820 Cyclone para China, fabricados conjuntamente por Curtiss y la Central Aircraft Manufacturing Company en China.
Hawk 75N
Versión simplificada para Siam (Tailandia).
Hawk 75O
Versión simplificada para Argentina, 30 de ellos fueron fabricados por Curtiss, unos 200 adicionales serían fabricados bajo licencia en Argentina por la Fábrica Militar de Aviones, pero solo fueron completados 20 aparatos.
Hawk 75Q
Dos aviones demostradores simplificados para China.
XP-37 (Model 75I)
Prototipo con la cabina desplazada hacia la parte trasera del fuselaje y propulsado por un motor Allison V-1710 de refrigeración líquida.
YP-37
Versión para pruebas del XP-37, 13 fabricados.
XP-42 (Model 75S)
Banco de pruebas de cubiertas de motor refrigerado por aire.

## Operadores
Argentina
- Fuerza Aérea Argentina

 Brasil
- Fuerza Aérea Brasileña

 Commonwealth Británica
- India Británica RIAF
- Reino Unido RAF
- Unión Sudafricana SAAF

 República de China

Manteniemiento de un Mohawk IV de la RAF en 1943 en la India Británica.

- Fuerza Aérea de la República de China

 Estados Unidos
- USAAC

 Finlandia
- Fuerza Aérea Finlandesa

 Francia
- Ejército del Aire Francés de Vichy

 Francia
- Fuerza Aérea Francesa

 Irán
- Fuerza Aérea Imperial Persa (capturados por los británicos y transferidos a la India Británica como Mohawk IV)

 Indias Orientales Neerlandesas
- Real Fuerza Aérea de las Indias Orientales Neerlandesas

 Noruega
- Servicio Aéreo del Ejército Noruego

 Perú
- Cuerpo Aéreo del Perú

 Portugal
- Aeronáutica Militar

 Tailandia
- Real Fuerza Aérea Tailandesa

## Especificaciones (P-36A)
Referencia datos: Curtiss Fighter Aircraft

### Características generales
- Tripulación: Uno (piloto)
- Longitud: 8,7 m (28,5 ft)
- Envergadura: 11,4 m (37,4 ft)
- Altura: 2,6 m (8,5 ft)
- Superficie alar: 21,9 m² (236 ft²)
- Peso vacío: 2076 kg (4575,5 lb)
- Peso cargado: 2560 kg (5642,2 lb)
- Peso máximo al despegue: 2732 kg (6021,3 lb)
- Planta motriz: 1× motor radial de 14 cilindros en dos filas y refrigerado por aire Pratt & Whitney R-1830-17.
  - Potencia: 783 kW (1080 HP; 1065 CV)
- Hélices: 1× Tripala por motor.

### Rendimiento
- Velocidad nunca excedida (Vne): 500 km/h (311 MPH; 270 kt) a 2960 m
- Velocidad crucero (Vc): 432 km/h (268 MPH; 233 kt)
- Alcance: 1006 km (543 nmi; 625 mi) a 419 km/h, 1385 km a 321 km/h
- Techo de vuelo: 9967 m (32 700 ft)
- Régimen de ascenso: 17 m/s (3346 ft/min)
- Carga alar: 116,8 kg/m² (23,9 lb/ft²)
- Potencia/peso: 306 w/kg (0,186 hp/lb)

### Armamento
- Ametralladoras: 

  - 1× Browning M1919 de 7,6 mm (.30)
  - 1× Browning M2 de 12,7 mm (.50)

## Aeronaves relacionadas

### Desarrollos relacionados
- Curtiss P-40

### Aeronaves similares
- Seversky P-35
- Bloch MB.150
- MÁVAG Héja
- Reggiane Re.2000
- Fiat G.50
- Macchi MC.200
- Reggiane Re.2000
- Mitsubishi A6M
- Nakajima Ki-43
- Hawker Hurricane
- IAR 80

### Secuencias de designación
- Secuencia Numérica (interna de Curtiss): ← 71 - 72 - 73 - 75 (I, P, S) - 76/76A - 77 - 79 →
- Secuencia P-_ (Cazas (Pursuit) del USAAC/USAAF/USAF, 1924-1962): ← P-33 - XP-34 - P-35 - P-36 - P-37 - P-38 - P-39 - P-40 - XP-41 - P-42 - P-43 - P-44 - P-45 →